# Brad Thompson
Bradley Joseph Thompson dit Brad Thompson, né le 31 janvier 1982 à Las Vegas (Nevada) aux États-Unis, est un joueur américain de baseball évoluant comme Lanceur partant en Ligue majeure de baseball de 2005 à 2010. Il est actuellement agent libre.

## Carrière
Étudiant au Dixie State College of Utah, Brad Thompson est drafté le 4 juin 2002 par les Cardinals de Saint-Louis. Il débute en Ligue majeure le 8 mai 2005. Il participe à la Série mondiale 2006 qui s'achève par une victoire pour les Cards.